# 10376 Chiarini
10376 Chiarini (1996 KW) là một tiểu hành tinh vành đai chính.